# Onthophagus tersipennis
Onthophagus tersipennis là một loài bọ cánh cứng trong họ Bọ hung (Scarabaeidae).